# Lo studente
Lo studente è un film italiano del 1982 diretto da Ninì Grassia, che ha curato anche la produzione, il soggetto e la sceneggiatura.

## Trama
Mario Ferrara di Villalta, un nobiluomo tornato a Napoli dopo 20 anni passati in Venezuela, assume Nino Esposito, un giovane studente dell’Istituto tecnico-commerciale in procinto di diplomarsi che, segretamente, è il confidente di Alfredo Spinosa, un noto boss camorrista e padre di Roberto, suo compagno di classe, e gli affida l'incarico di contabile, ignaro dei rapporti del giovane con il boss. Essendo molto amico di Roberto, Nino acconsente ad accompagnarlo ad una festa che si tiene nella lussuosa villa di proprietà di una ragazza di nome Claudia Vieri, figlia di un industriale amico di Spinosa.
Claudia rimane ammaliata dalle capacità canore di Nino e quest'ultimo si innamora così tanto di lei da raccontare un mare di bugie a lei, alla sua fidanzata Patrizia e al suo amico. Dopo essere stato scoperto, però, Nino rivela la verità a Claudia, dicendole che sua madre è la domestica che lavora a casa sua.
Intanto Spinosa progetta un furto: si tratta di un quadro di un allievo del Caravaggio da regalare ad un boss mafioso all'estero. Infatti Mario comprò il quadro anni prima che lui partisse per il Venezuela e Spinosa e i suoi uomini chiedono a Nino di collaborare con loro per la riuscita del furto. Anche se molto riluttante perché non ha mai commesso un furto in vita sua e perché non vuole tradire la fiducia di Mario, Nino alla fine ed è costretto ad accettare. Tuttavia, sia lui che i due scagnozzi di Spinosa, "Riccio" e "O' Marsigliese", sono poco accorti e il piano fallisce. I due scagnozzi riescono a fuggire, mentre Nino viene arrestato. Tuttavia, appena dopo averlo fatto arrestare, Mario scopre che il ragazzo è suo figlio.
Risolto l'equivoco, Mario si reca dal commissario Marsala per ritirare la denuncia, dopodiché dal notaio firma un atto tramite il quale dichiara di lasciare in eredità tutti i suoi beni a Nino e a sua madre Rosaria. Durante un colloquio tra Mario e il commissario Marsala, il brigadiere Capone, un poliziotto corrotto confidente di Spinosa, rivela a Roberto e a "Riccio" che Nino è stato scarcerato e che andrà nel locale da lui frequentato di solito: il Privé.
Mario decide di raggiungere Nino al locale, ma anche "Riccio" e "O' Marsigliese", i due uomini di fiducia di Spinosa, prendono la stessa decisione, ma per togliere di mezzo Nino per evitare di testimoniare contro il boss e svelare tutti i suoi crimini. Saputo del piano diabolico, Claudia respinge Roberto e corre a casa sua, per avvertire Rosaria, del pericolo che il ragazzo sta correndo e, raggiungono nel locale prima che sia troppo tardi.
Intanto Riccio e O'Marsigliese fanno irruzione e prendono le loro pistole. Mario si sacrifica la vita, salvando Nino dagli uomini di Spinosa e viene gravemente ferito, invece i killer vengono arrestati, ma non prima di aver ucciso Capone. Agonizzante, Mario esprime un ultimo desiderio, chiedendo a Nino di chiamarlo "papà" e muore tra le braccia di suo figlio e di Rosaria.

## Produzione
È tra i primi film con soggetto curato dal regista, il terzo dei quattro film girati da Grassia con Nino D'Angelo. È stato il penultimo film di Jenny Tamburi. Le scene sono state girate a Napoli e a Castel Volturno nelle zone di Baia Verde e Pinetamare.

## Distribuzione
Il film uscì il 18 febbraio 1983.